# Margaret Wambui
Margaret Nyairera Wambui (née le 15 septembre 1995) est une athlète kényane, spécialiste des courses de demi-fond.

## Biographie
En 2014, elle remporte la médaille d'or du 800 mètres lors des championnats du monde juniors d'Eugene, aux États-Unis, en établissant un nouveau record personnel en 2 min 0 s 49.
Le 20 mars 2016, Wambui remporte la médaille de bronze des championnats du monde en salle de Portland sur 800 m en 2 min 00 s 41 , record personnel. Le 7 juin suivant, la Kényane s'impose au Meeting de Montreuil en 1 min 57 s 52, son record personnel, record du meeting ainsi que 3e meilleure performance mondiale de l'année 2016.

## Hyperandrogénie
Comme Caster Semenya et Francine Niyonsaba qui étaient avec elle sur le podium du 800 m féminin à Rio de Janeiro, Margaret Wambui présente naturellement un taux très élevé de testostérone pour une femme, ce qui pourrait lui conférer un avantage physique dans ce type d'épreuves. La Fédération internationale d'athlétisme a, depuis lors, interdit la participation à certaines épreuves des femmes présentant un taux de testostérone supérieur à cinq nanomoles par litre de sang,.

## Palmarès
| Date | Compétition                    | Lieu             | Résultat | Épreuve   | Temps         |
| ---- | ------------------------------ | ---------------- | -------- | --------- | ------------- |
| 2014 | Championnats du monde juniors  | Eugene           | 1re      | 800 m     | 2 min 0 s 49  |
| 2016 | Championnats du monde en salle | Portland         | 3e       | 800 m     | 2 min 00 s 41 |
| 2016 | Championnats d'Afrique         | Durban           | 2e       | 400 m     | 52 s 24       |
| 2016 | Championnats d'Afrique         | Durban           | 3e       | 4 × 400 m | 3 min 30 s 21 |
| 2016 | Jeux olympiques                | Rio de Janeiro   | 3e       | 800 m     | 1 min 56 s 89 |
| 2017 | Championnats du monde          | Londres          | 4e       | 800 m     | 1 min 57 s 54 |
| 2017 | Ligue de diamant               | Ligue de diamant | 3e       | 800 m     | 1 min 56 s 87 |
| 2018 | Jeux du Commonwealth           | Gold Coast       | 2e       | 800 m     | 1 min 58 s 07 |

## Records
| Épreuve | Performance   | Lieu   | Date            |
| ------- | ------------- | ------ | --------------- |
| 800 m   | 1 min 56 s 64 | Monaco | 15 juillet 2016 |